# Liste der Baudenkmäler in Bernried (Niederbayern)

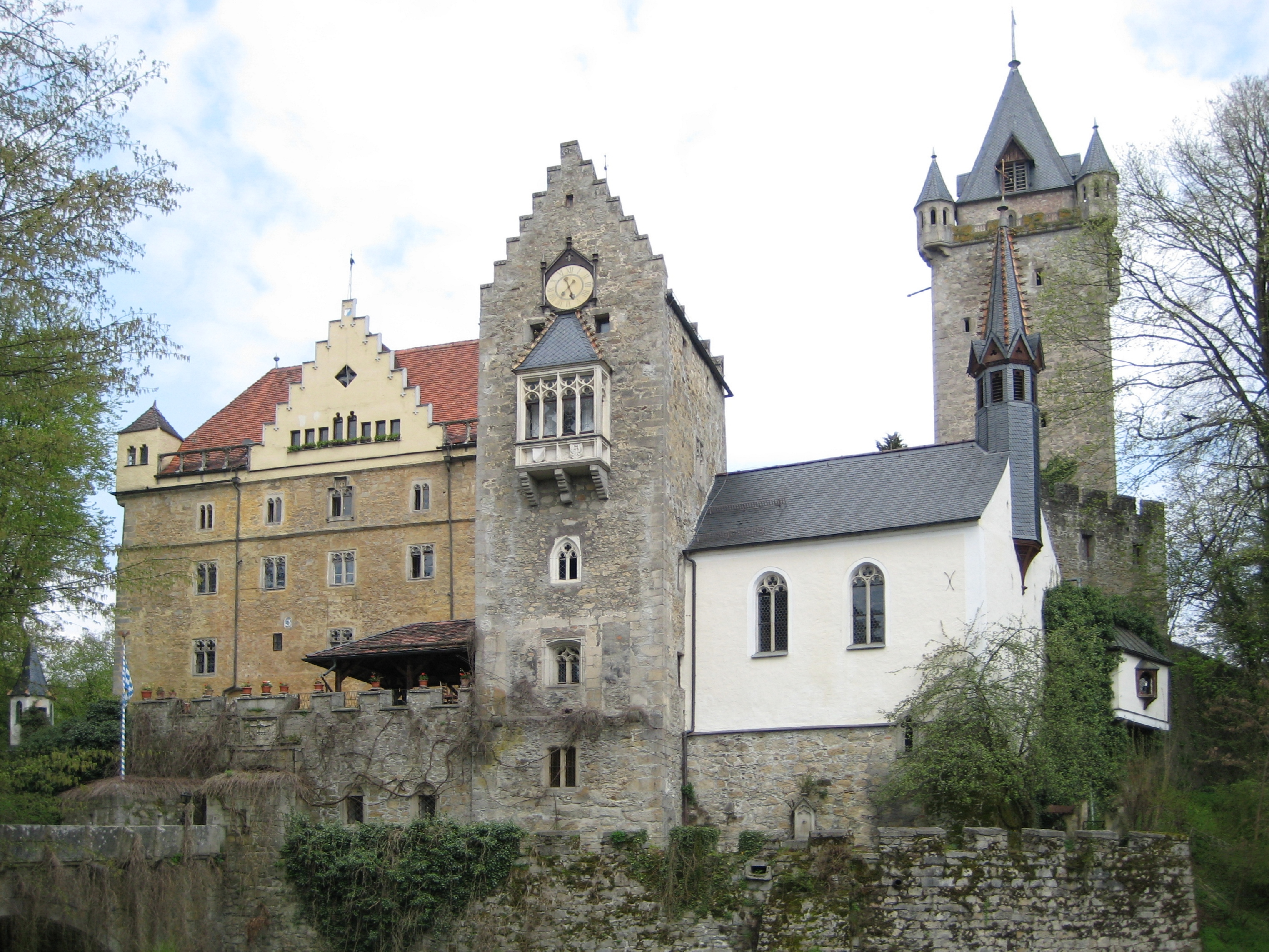
Schloss Egg

Auf dieser Seite sind die Baudenkmäler in der niederbayerischen Gemeinde Bernried zusammengestellt. Diese Tabelle ist eine Teilliste der Liste der Baudenkmäler in Bayern. Grundlage ist die Bayerische Denkmalliste, die auf Basis des Bayerischen Denkmalschutzgesetzes vom 1. Oktober 1973 erstmals erstellt wurde und seither durch das Bayerische Landesamt für Denkmalpflege geführt wird. Die folgenden Angaben ersetzen nicht die rechtsverbindliche Auskunft der Denkmalschutzbehörde.

## Baudenkmäler nach Ortsteilen

### Bernried
| Lage                         | Objekt                             | Beschreibung | Akten-Nr.             | Bild           |
| ---------------------------- | ---------------------------------- | --- | --------------------- | -------------- |
| Bayerwaldstraße 1 (Standort) | Ehemaliges Bauernhaus und Schmiede | Flachsatteldachbau mit Blockbau-Obergeschoss, dreiseitig umlaufendem Schrot und geschnitzten Schrotsäulen, Ende 17. Jahrhundert | D-2-71-116-2 Wikidata | weitere Bilder |
| Kirchplatz 1 (Standort)      | Pfarrkirche St. Katharina          | Neugotische Pfeilerbasilika mit eingezogenem spätgotischem Chor und Nordturm, 1894; mit Ausstattung                             | D-2-71-116-1 Wikidata | weitere Bilder |

### Berghof
| Lage                 | Objekt                   | Beschreibung | Akten-Nr.             | Bild |
| -------------------- | ------------------------ | --- | --------------------- | ---- |
| Berghof 1 (Standort) | Ehemaliges Wohnstallhaus | Flachsatteldachbau mit Blockbau-Obergeschoss, zweiseitig umlaufendem Schrot und teilverschaltem Hochschrot, 18./19. Jahrhundert | D-2-71-116-6 Wikidata | BW   |

### Böbrach
| Lage                      | Objekt                       | Beschreibung                                                                        | Akten-Nr.             | Bild |
| ------------------------- | ---------------------------- | ----------------------------------------------------------------------------------- | --------------------- | ---- |
| Böbrach 26, 27 (Standort) | Wohnteil eines Waldlerhauses | Erdgeschossiger Blockbau mit Flachsatteldach und Giebelschrot, Ende 17. Jahrhundert | D-2-71-116-7 Wikidata | BW   |

### Buchet
| Lage                | Objekt                   | Beschreibung | Akten-Nr.              | Bild |
| ------------------- | ------------------------ | --- | ---------------------- | ---- |
| Buchet 4 (Standort) | Weilerkapelle            | Neugotischer Satteldachbau mit Putzgliederung, zweite Hälfte 19. Jahrhundert; mit Ausstattung                   | D-2-71-116-9 Wikidata  | BW   |
| Buchet 5 (Standort) | Ehemaliges Wohnstallhaus | Flachsatteldachbau mit Blockbau-Obergeschoss, zweiseitig umlaufendem Schrot und Hochschrot, 17./18. Jahrhundert | D-2-71-116-11 Wikidata | BW   |

### Edenstetten
| Lage                       | Objekt                               | Beschreibung | Akten-Nr.              | Bild           |
| -------------------------- | ------------------------------------ | --- | ---------------------- | -------------- |
| Am Sportplatz 1 (Standort) | Ehemaliges Wohnstallhaus             | Zweigeschossiger, teilweise ausgemauerter Blockbau mit Flachsatteldach, zweiseitig umlaufendem Schrot beziehungsweise Giebelschrot, Anfang 19. Jahrhundert; Querstadel, eintenniger Blockbau mit Steildach, 18./19. Jahrhundert; Backhaus, kleiner Flachsatteldachbau, 18./19. Jahrhundert | D-2-71-116-12 Wikidata | weitere Bilder |
| Kirchweg 10 (Standort)     | Katholische Pfarrkirche St. Nikolaus | Neugotischer unverputzter Saalbau mit eingezogenem spätgotischem Chor und Nordturm, Chor um 1412, Turmunterbau gotisch, Langhaus 1861; mit Ausstattung | D-2-71-116-13 Wikidata | weitere Bilder |

### Egg
| Lage                | Objekt      | Beschreibung | Akten-Nr.              | Bild           |
| ------------------- | ----------- | --- | ---------------------- | -------------- |
| Egg 2, 4 (Standort) | Schloss Egg | Schloss, burgartiger dreiflügliger Hauptbau mit hohem Bergfried, Zinnenkranz und Vorturm, Kernbau 13. Jahrhundert, Ausbau mit neugotisch Veränderungen von Ludwig Foltz 1838–42; Schlosskapelle Mariä Verkündigung, kleiner Saalbau mit Dachreiter, im Kern 1349, 1756 barockisiert, 1840 neugotisch umgestaltet; mit Ausstattung; Zufahrtsrampe, mit Natursteinbrücke über den Graben, um 1840; Torhaus, Natursteinbau mit neugotischem Staffelgiebel und viertelrundem zweigeschossigen Steildachanbau unter gleichem First, um 1840; Ringmauer, aus Naturstein | D-2-71-116-14 Wikidata | weitere Bilder |

### Hofstetten
| Lage                     | Objekt      | Beschreibung                                                              | Akten-Nr.              | Bild |
| ------------------------ | ----------- | ------------------------------------------------------------------------- | ---------------------- | ---- |
| In Hofstetten (Standort) | Traidkasten | Flachsatteldachbau in Blockbauweise mit Giebelschrot, 18./19. Jahrhundert | D-2-71-116-16 Wikidata | BW   |

### Innerirlach
| Lage                        | Objekt     | Beschreibung                                         | Akten-Nr.              | Bild |
| --------------------------- | ---------- | ---------------------------------------------------- | ---------------------- | ---- |
| Flur Innerirlach (Standort) | Wegkapelle | Kleiner Satteldachbau, zweite Hälfte 19. Jahrhundert | D-2-71-116-18 Wikidata | BW   |

### Krin
| Lage               | Objekt      | Beschreibung | Akten-Nr.              | Bild |
| ------------------ | ----------- | --- | ---------------------- | ---- |
| In Krin (Standort) | Traidkasten | Geständerter Steildachbau in Blockbauweise mit giebelseitigen Schroten und geschnitzten Schrotsäulen, bezeichnet mit 1819 | D-2-71-116-38 Wikidata | BW   |

### Oberkanetsberg
| Lage                        | Objekt     | Beschreibung                                                                              | Akten-Nr.              | Bild |
| --------------------------- | ---------- | ----------------------------------------------------------------------------------------- | ---------------------- | ---- |
| Oberkanetsberg 1 (Standort) | Bauernhaus | Flachsatteldachbau mit Blockbau-Obergeschoss und giebelseitigen Schroten, bezeichnet 1847 | D-2-71-116-21 Wikidata | BW   |

### Pitzen
| Lage                   | Objekt      | Beschreibung                                                                                              | Akten-Nr.              | Bild |
| ---------------------- | ----------- | --- | ---------------------- | ---- |
| Pitzen 2 a (Standort)  | Traidkasten | Geständerter Blockbau mit Satteldach und Giebelschrot, bezeichnet mit 1812; aus Kleinböbrach transloziert | D-2-71-116-23 Wikidata | BW   |
| Flur Pitzen (Standort) | Burgruine   | Natursteinmauerreste, 12. Jahrhundert                                                                     | D-2-71-116-22 Wikidata | BW   |

### Rindberg
| Lage                   | Objekt             | Beschreibung | Akten-Nr.              | Bild           |
| ---------------------- | ------------------ | --- | ---------------------- | -------------- |
| Rindberg 16 (Standort) | Wohnstallhaus      | Flachsatteldachbau mit Blockbau-Obergeschoss und Traufschrot, 18./19. Jahrhundert                                                             | D-2-71-116-25 Wikidata | BW             |
| Rindberg 21 (Standort) | Ehemals Bauernhaus | Zweigeschossig, mit Blockbau-Obergeschoss und flach geneigtem Satteldach, noch 17. Jahrhundert, Umlaufschrot und Giebelschrot 19. Jahrhundert | D-2-71-116-24 Wikidata | BW             |
| In Rindberg (Standort) | Weilerkapelle      | Satteldachbau mit Dachreiter, Mitte 19. Jahrhundert; mit Ausstattung                                                                          | D-2-71-116-27 Wikidata | weitere Bilder |

### Unterkager
| Lage                    | Objekt     | Beschreibung | Akten-Nr.              | Bild |
| ----------------------- | ---------- | --- | ---------------------- | ---- |
| Unterkager 1 (Standort) | Bauernhaus | Erdgeschossiger, teilweise ausgemauerter Blockbau mit Flachsatteldach, hohem Kniestock mit Giebelschrot, zweite Hälfte 18. Jahrhundert | D-2-71-116-31 Wikidata | BW   |

### Unterkanetsberg
| Lage                         | Objekt        | Beschreibung                                                                             | Akten-Nr.              | Bild |
| ---------------------------- | ------------- | ---------------------------------------------------------------------------------------- | ---------------------- | ---- |
| Unterkanetsberg 1 (Standort) | Wohnstallhaus | Flachsatteldachbau mit Blockbau-Obergeschoss, Kniestock und Traufschrot, bezeichnet 1807 | D-2-71-116-32 Wikidata | BW   |

### Weibing
| Lage                            | Objekt                   | Beschreibung | Akten-Nr.              | Bild |
| ------------------------------- | ------------------------ | --- | ---------------------- | ---- |
| Pater-Norbert-Weg 26 (Standort) | Ehem. Wohnstallhaus      | kleiner, eingeschossiger Massivbau mit Kniestock, flachem Satteldach, Giebellaube und angebauter Scheune, um 1900 | D-2-71-116-39          | BW   |
| Weibinger Straße 6 (Standort)   | Ehemaliges Wohnstallhaus | Erdgeschossiger Flachsatteldachbau mit Blockbau-Kniestock und Giebelschrot, Ende 18. Jahrhundert; Zuhaus, erdgeschossiger Satteldachbau mit Blockbau-Kniestock, erste Hälfte 19. Jahrhundert, Dach später aufgesteilt | D-2-71-116-35 Wikidata | BW   |
| Weibinger Straße 33 (Standort)  | Ehemaliges Wohnstallhaus | Zweigeschossiger, teilweise ausgemauerter Blockbau mit Flachsatteldach, zweiseitig umlaufendem Schrot und Hochschrot, bezeichnet 1732                                                                                 | D-2-71-116-34 Wikidata | BW   |

## Ehemalige Baudenkmäler
In diesem Abschnitt sind Objekte aufgeführt, die früher einmal in der Denkmalliste eingetragen waren, jetzt aber nicht mehr. Objekte, die in anderem Zusammenhang also z. B. als Teil eines Baudenkmals weiter eingetragen sind, sollen hier nicht aufgeführt werden. Aktennummern in diesem Abschnitt sind ehemalige, jetzt nicht mehr gültige Aktennummern.

| Lage                             | Objekt      | Beschreibung                                                                                    | Akten-Nr.              | Bild |
| -------------------------------- | ----------- | ----------------------------------------------------------------------------------------------- | ---------------------- | ---- |
| Oberkager Oberkager 3 (Standort) | Waldlerhaus | Erdgeschossiger Flachsatteldachbau mit Blockbau-Kniestock und Giebelschrot, 18./19. Jahrhundert | D-2-71-116-20 Wikidata | BW   |

## Abgegangene Baudenkmäler
In diesem Abschnitt sind Objekte aufgeführt, die früher einmal in der Denkmalliste eingetragen waren, jetzt aber nicht mehr existieren, z. B. weil sie abgebrochen wurden. Aktennummern in diesem Abschnitt sind ehemalige, jetzt nicht mehr gültige Aktennummern.

| Lage                           | Objekt      | Beschreibung                                                                                              | Akten-Nr.             | Bild        |
| ------------------------------ | ----------- | --- | --------------------- | ----------- |
| Bernried Bogener Straße 2 ()   | Waldlerhaus | Erdgeschossiger Flachsatteldachbau mit Blockbau-Kniestock und Giebelschrot, zweite Hälfte 18. Jahrhundert | D-2-71-116-3 Wikidata | Waldlerhaus |
| Bernried Bogener Straße 7 a () | Traidkasten | Geständerter Blockbau mit Steildach und giebelseitigen Schroten, bezeichnet 1838; nach Bernried versetzt  | D-2-71-116-5 Wikidata |             |